# Comté de Québec
Pour les articles homonymes, voir Québec (homonymie).
Le comté de Québec est un comté municipal du Québec ayant existé entre le 1er juillet 1855 et le début des années 1980. 

## Sommaire historique

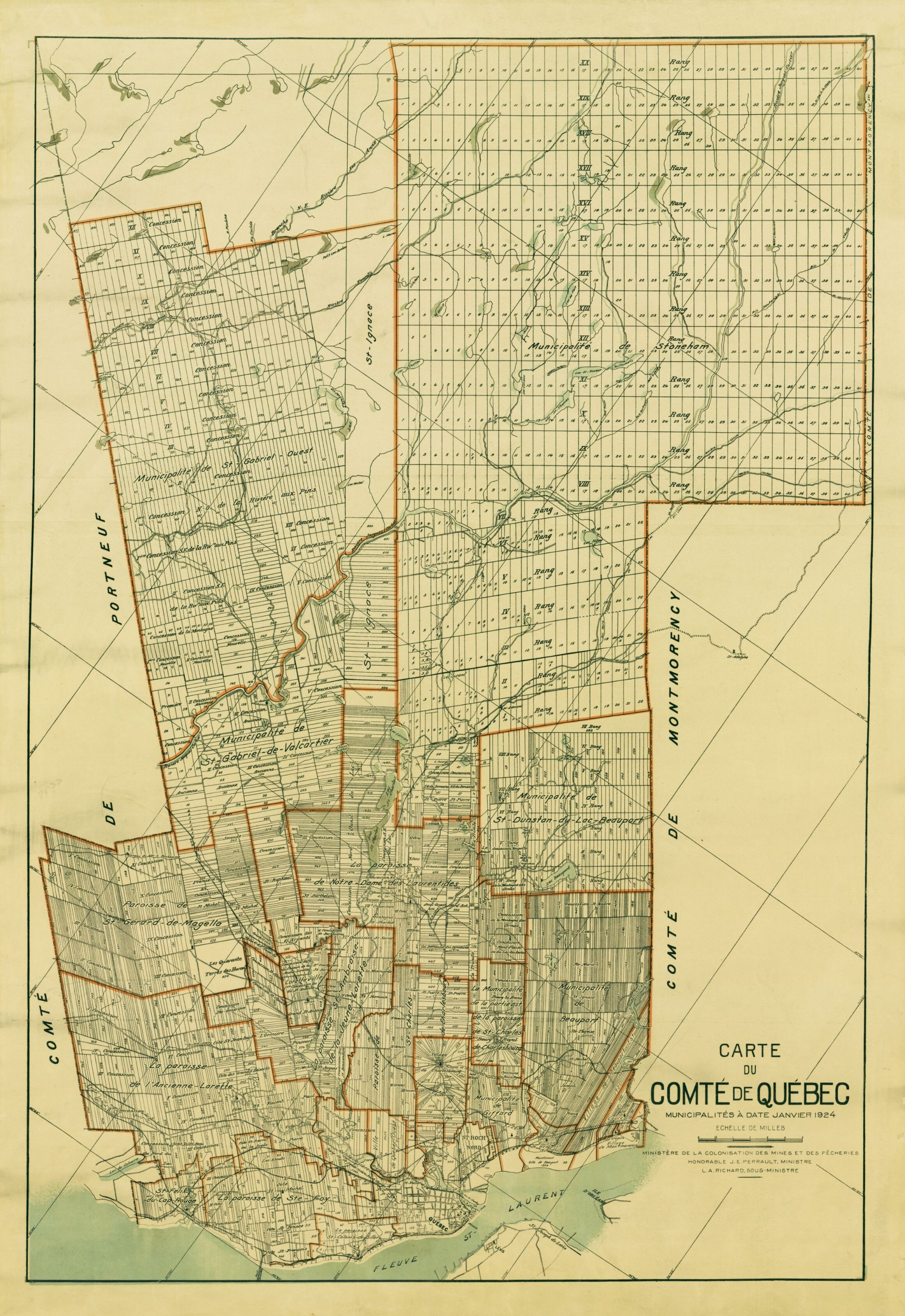
Carte des municipalités du comté de Québec en janvier 1924.

Le territoire qu'il couvrait est aujourd'hui compris dans les régions administratives de la Capitale-Nationale et de la Mauricie et correspond à une partie de l'agglomération de Québec, une partie de l'actuelle municipalité régionale de comté (MRC) de la Jacques-Cartier et une partie de l'agglomération de La Tuque. Son chef-lieu était la municipalité de Loretteville. Le comté de Québec ne comprenait cependant pas le territoire de la ville de Québec; cela signifie que lorsque des municipalités de banlieue étaient fusionnées à Québec, tel que cela s'est produit en 1889, 1908, 1909 et 1913, leur territoire était soustrait à la juridiction du comté.
Le comté de Québec comprenait lors de sa formation les paroisses de Saint-Félix-du-Cap-Rouge, Sainte-Foy, Saint-Colomb-de-Sillery, Ancienne-Lorette, Saint-Ambroise, Charlesbourg, Beauport, Saint-Dunstan-du-lac-Beauport, Saint-Gabriel-de-Valcartier, Saint-Edmond et le fief Hubert.
En 1969 la plupart des municipalités du comté ont été intégrées à une nouvelle entité supra-municipale appelée la Communauté urbaine de Québec. Seules les municipalités de Stoneham-et-Tewkesbury, Saint-Dunstan-du-Lac-Beauport, Lac-Édouard, Saint-Gabriel-Ouest et Saint-Gabriel-de-Valcartier n'ont pas été intégrées dans la CUQ.
En vertu de la Loi sur l'aménagement et l'urbanisme, les MRC de La Jacques-Cartier, Haut-Saint-Maurice et Portneuf succèdent aux droits et obligations de l'ancien comté dès lors de leur constitution en 1981-1982.

## Municipalités situées dans le comté

### Avant 1845
Les terres habitées dans la region autour de Québec sont occupées premièrement dans les seigneuries de:
- Beauport
- Hubert[note 1]
- Saint-Joseph-de-Lespinay
- Notre-Dame-des-Anges
- Orsainville
- Saint-Gabriel
- Saint-Ignace
- Saint-Joseph-de-Lespinay
- Sillery

En 1792, les cantons de Stoneham et Tewkesbury sont aussi bornés après leur colonisation.

### Municipalités originales dès 1845
En vertu d'une loi adoptée par le Parlement de la province du Canada, 321 municipalités de paroisses sont érigées au Bas-Canada à compter du 1er juillet 1845, dont dans la région de Québec:
| Municipalité                       | Territoire | Note géographique                                                                 |
| ---------------------------------- | --- | --------------------------------------------------------------------------------- |
| Beauport                           | comprenant la paroisse de la Nativité-de-Notre-Dame-de-Beauport, avec l'étendue de terre au nord de la rivière Montmorency, communément appelée la paroisse de Laval                       | Étant partie dans le Comté de Québec, et partie dans le Comté de Montmorency      |
| Saint-Charles-de-Charlesbourg      | ladite paroisse | le tout compris dans le Comté de Québec                                           |
| Saint-Dunstan-du-Lac-Beauport      | ladite paroisse | le tout compris dans le Comté de Québec                                           |
| Stoneham                           | comprenant les townships de Stoneham et Tewkesbury | le tout compris dans le Comté de Québec                                           |
| Valcartier                         | comprenant la partie de la Seigneurie de Saint-Gabriel non comprise dans la paroisse de Saint-Ambroise-de-la-Jeune-Lorette, et communément appelée paroisse de Saint-Gabriel-de-Valcartier | le tout compris dans le Comté de Québec                                           |
| Saint-Roch                         | la partie de la paroisse de Saint-Roch-de-Québec qui se trouve hors des limites de la cité de Québec                                                                                       | le tout compris dans le Comté de Québec                                           |
| Stadacona                          | la partie de la paroisse de Notre-Dame-de-Québec qui se trouve hors des limites de la cité de Québec                                                                                       | le tout compris dans le Comté de Québec                                           |
| Sainte-Foye                        | ladite paroisse | Étant chacune partie dans le Comté de Québec, et partie dans le Comté de Portneuf |
| L'Ancienne-Lorette                 | ladite paroisse | Étant chacune partie dans le Comté de Québec, et partie dans le Comté de Portneuf |
| Saint-Ambroise-de-la-Jeune Lorette | ladite paroisse | Étant chacune partie dans le Comté de Québec, et partie dans le Comté de Portneuf |

### Constitution du comté municipal dès 1855

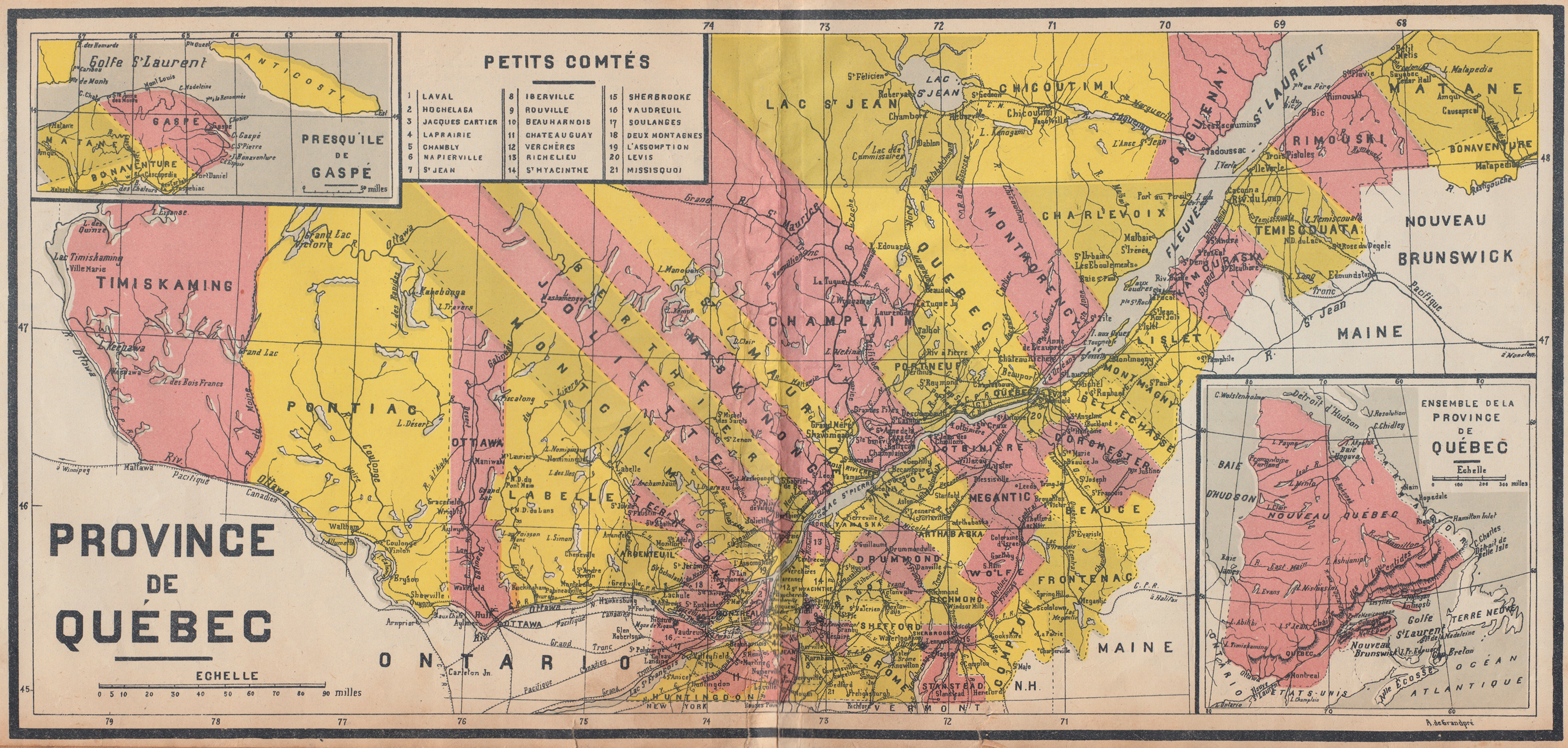
Comtés du Québec (1920).

Dès le 1er juillet 1855, le comté municipal de Québec est constituée et bornée dans les limites du comté électoral de 1853:
- au sud-ouest : par les limites ouest des paroisses de Sainte-Foy, Ancienne-Lorette et Saint-Ambroise, et de la Seigneurie de Saint-Gabriel et le prolongement d'icelles jusqu'au comté de Chicoutimi;
- au sud-est : par le fleuve Saint-Laurent;
- au nord-est : par la ligne sud-ouest de la Seigneurie de la Côte-de-Beaupré jusqu'à sa jonction avec la ligne sud-est du township de Tewkesbury; de là, vers le nord-est par ladite ligne sud-est jusqu'à l'angle est dudit township; de là, par la ligne nord-est dudit township jusqu'à la profondeur d'icelui; et par le prolongement de ladite ligne nord-est jusqu'au comté de Chicoutimi;
- au Nord : par le comté de Chicoutimi (c'est-à-dire le 48e parallèle nord)
- à l'exception de la cité de Québec

### Évolution des municipalités (de 1855 jusqu'au présent)
L'évolution municipale devient très complexe autour la ville de Québec, et comprend trois municipalités à vocation religieuse. Lorsqu'une municipalité obtient le statut de ville ou de cité, en vertu de la Loi des cités et villes elle n'est plus soumise à la juridiction de la municipalité de comté, et par conséquent est séparée du comté. La création de la Communauté urbaine de Québec en janvier 1970 remplace l'organisation municipale dans la partie sud du comté. En 2002, treize municipalités (y compris la ville de Québec et Saint-Augustin-de-Desmaures du comté de Portneuf) sont regroupées dans la nouvelle Ville de Québec.
| Municipalité                                 | Avant 1970 | Séparé du comté | CUQ (1970) | Après 1970                                                    | Regroupement (2002) |
| -------------------------------------------- | --- | --------------- | ---------- | ------------------------------------------------------------- | ------------------- |
| Beauport                                     | détaché de Notre-Dame-de-Beauport en 1913 | 1924            | ✔️         |                                                               | ✔️                  |
| Beauport-Ouest                               | détaché de Notre-Dame-de-Beauport en 1937; fusionné à Beauport en 1966 |                 |            |                                                               |                     |
| Bélair                                       | détaché de l'Ancienne-Lorette en 1909 sous le nom de Saint-Gérard-Majella; renommé Bélair en 1965 |                 | ✔️         | regroupé avec Val-Saint-Michel en 1973 pour former Val-Bélair |                     |
| Charlesbourg                                 | détaché de Saint-Charles-de-Charlesbourg en 1914 et érigé en village | 1949            | ✔️         |                                                               | ✔️                  |
| Charlesbourg-Est                             | détaché de Saint-Charles-de-Charlesbourg en 1917 sous le nom de Saint-Charles-de-Charlesbourg-Partie-Est; renommé Charlesbourg-Est en 1927 |                 | ✔️         | fusionné à Charlesbourg en 1976                               |                     |
| Charlesbourg-Ouest                           | détaché de Saint-Charles-de-Charlesbourg en 1952 |                 | ✔️         | fusionné à Québec en 1973                                     |                     |
| Château-d'Eau                                | détaché de Loretteville en 1926; fusionné de nouveau avec Loretteville en 1965 | 1926            |            |                                                               |                     |
| Courville                                    | la paroisse canonique et municipalité scolaire de Saint-Louis-de-Courville constituée en 1910, détachée de Notre-Dame-de-Beauport en 1912 et érigée en village sous le nom de Courville | 1916            | ✔️         | fusionné à Beauport en 1976                                   |                     |
| Duberger                                     | créé lors de la division de Saint-Malo en 1902 sous le nom de Petite-Rivière; renommé Duberger en 1955 | 1955            | ✔️         | fusionné à Québec en 1970                                     |                     |
| Giffard                                      | détaché de Notre-Dame-de-Beauport en 1912 et érigé en village | 1954            | ✔️         | fusionné à Beauport en 1976                                   |                     |
| Lac-Delage                                   | détaché de Stoneham-et-Tewkesbury et de Lac-Saint-Charles en 1959, |                 |            |                                                               |                     |
| Lac-Édouard                                  | érigée en municipalité des cantons de Bickerdike, Gendron, Laure et Trudel en 1951 |                 |            | fusionné à La Tuque en 2003; re-créé en 2006                  |                     |
| Lac-Saint-Charles                            | détaché de Notre-Dame-des-Laurentides en 1947 |                 | ✔️         |                                                               | ✔️                  |
| L'Ancienne-Lorette                           | détaché de la municipalité de paroisse de L'Ancienne-Lorette en 1947 sous le nom de Notre-Dame-de-Lorette; renommé L'Ancienne-Lorette en 1967 | 1967            | ✔️         |                                                               | [ note 5 ]          |
| L'Ancienne-Lorette, municipalité de paroisse | créé en 1845 |                 | ✔️         | fusionné à Sainte-Foy en 1970                                 |                     |
| Les Saules                                   | détaché de la municipalité de paroisse de L'Ancienne-Lorette en 1953 sous le nom de Sainte-Monique-des-Saules; renommé Les Saules en 1960 | 1960            | ✔️         | fusionné à Québec en 1970                                     |                     |
| Limoilou                                     | créé lors de la division de Saint-Roch-de-Québec-Nord en Limoilou et Saint-Malo en 1893; fusionné à Québec en 1909 | 1908            |            |                                                               |                     |
| Loretteville                                 | détaché de Saint-Ambroise-de-la-Jeune-Lorette en 1904 sous le nom de Saint-Ambroise; renommé Loretteville en 1913 | 1947            | ✔️         |                                                               | ✔️                  |
| Montcalm                                     | créé en 1845 sous le nom de municipalité de la paroisse de Notre-Dame-de-Québec; renommé Montcalm en 1908; fusionné à Québec en 1913 | 1908            |            |                                                               |                     |
| Montmorency                                  | détaché de Notre-Dame-de-Beauport en 1902 | 1946            | ✔️         | fusionné à Beauport en 1981                                   |                     |
| Neufchâtel                                   | créé en 1845 sous le nom de Saint-Ambroise-de-la-Jeune-Lorette; renommé Neufchâtel en 1963 | 1964            | ✔️         | fusionné à Québec en 1971                                     |                     |
| Notre-Dame-des-Anges                         | érigé en paroisse civile sans organisation municipale, | 1855            |            |                                                               |                     |
| Notre-Dame-des-Laurentides                   | détaché de Saint-Charles-de-Charlesbourg en 1909 | 1965            | ✔️         | fusionné à Charlesbourg en 1976                               |                     |
| Orsainville                                  | créé en 1845 sous le nom de Saint-Charles-de-Charlesbourg; renommé Orsainville en 1953 | 1960            | ✔️         | fusionné à Charlesbourg en 1976                               |                     |
| Saint-Dunstan-du-lac-Beauport                | créé en 1845 |                 |            | renommé Lac-Beauport en 1989                                  |                     |
| Sacré-Cœur-de-Jésus                          | antérieurement partie de Saint-Sauveur, détaché de la cité de Québec et érigé en paroisse civile sans organisation municipale en 1892 |                 |            | fusionné à Québec en 1980,                                    |                     |
| Saint-Émile                                  | détaché de Saint-Ambroise-de-la-Jeune-Lorette en 1929 |                 | ✔️         |                                                               | ✔️                  |
| Sainte-Foy                                   | créé en 1845 | 1949            | ✔️         |                                                               | ✔️                  |
| Sainte-Thérèse-de-Lisieux                    | créé en 1845 sous le nom de Notre-Dame-de-Beauport; de cette entité municipale initiale se sont détachés quelques nouvelles municipalités entre 1897 et 1937; la partie subsistante a été renommée Sainte-Thérèse-de-Lisieux en 1945                                                                       |                 | ✔️         | fusionné à Beauport en 1976                                   |                     |
| Saint-Félix-du-Cap-Rouge                     | détaché de L'Ancienne-Lorette, Saint-Augustin et Sainte-Foy en 1872 |                 | ✔️         | renommé Cap-Rouge en 1983                                     | ✔️                  |
| Saint-Gabriel-de-Valcartier                  | créé en 1845 |                 |            |                                                               |                     |
| Saint-Gabriel-Ouest                          | détaché de Saint-Gabriel-de-Valcartier en 1862 |                 |            | fusionné de nouveau à Saint-Gabriel-de-Valcartier en 1985     |                     |
| Saint-Malo                                   | créé lors de la division de Saint-Roch-de-Québec-Nord en Limoilou et Saint-Malo en 1893; fusionné à Québec en 1908 |                 |            |                                                               |                     |
| Saint-Michel-Archange                        | détaché des paroisses de Saint-Roch-de-Québec et Notre-Dame-de-Beauport en 1897 et érigé en paroisse civile sans organisation municipale; le conseil général de la corporation Les Sœurs de la Charité de Québec qui dirige la paroisse obtient l'exercice des attributions d'un conseil municipal en 1963 |                 |            | fusionné à Beauport en 1976                                   |                     |
| Saint-Roch-de-Québec                         | créé en 1845; séparé entre Saint-Roch-de-Québec-Nord et Saint-Roch-de-Québec-Sud en 1862 |                 |            |                                                               |                     |
| Saint-Roch-de-Québec-Nord                    | créé lors de la séparation de Saint-Roch-de-Québec en deux municipalités en 1862; division entre Limoilou et Saint-Malo en 1893 |                 |            |                                                               |                     |
| Saint-Sauveur                                | créé sous le nom de Saint-Roch-de-Québec-Sud lors de la séparation de Saint-Roch-de-Québec en deux municipalités en 1862; renommé Saint-Sauveur en 1872; fusionné à Québec en 1889 |                 |            |                                                               |                     |
| Sillery                                      | détaché de la paroisse de Notre-Dame-de-Québec en 1856 sous le nom de la paroisse de Saint-Colomb-de-Sillery | 1947            | ✔️         |                                                               | ✔️                  |
| Stoneham-et-Tewkesbury                       | créé en 1845 |                 |            |                                                               |                     |
| Val-Bélair                                   | |                 |            | créé en 1973 du regroupement de Bélair et Val-Saint-Michel    | ✔️                  |
| Val-Saint-Michel                             | détaché de Saint-Gérard-Majella en 1933 | 1933            | ✔️         | regroupé avec Bélair pour former Val-Bélair en 1973           |                     |
| Vanier                                       | détaché de Petite-Rivière en 1916 sous le nom de Québec-Ouest; renommé Vanier en 1966 | 1916            | ✔️         |                                                               | ✔️                  |
| Villeneuve                                   | détaché de Notre-Dame-de-Beauport et de Beauport en 1921 sous le nom de Beauport-Est; renommé Villeneuve en 1951 | 1956            | ✔️         | fusionné à Beauport en 1976                                   |                     |